# Абралы
Абралы (каз. Абыралы) — село в Жанасемейском районе Абайской области Казахстана. Административный центр и единственный населённый пункт Абралинского сельского округа. Код КАТО — 632833100.

## Население
В 1999 году население села составляло 933 человека (469 мужчин и 464 женщины). По данным переписи 2009 года, в селе проживало 638 человек (312 мужчин и 326 женщин).